# Lee Hyori
Lee Hyori (Hangeul: 이효리) (Cheongju, 10 mei 1979) is een actrice en zangeres uit Zuid-Korea. Ze werd geboren als Lee Hyo-ri.
Lee begon in 1998 in de Koreaanse meidengroep Fin.K.L., waarmee ze vier albums opnam, maar ging daarna verder als solo-zangeres. 
Ook presenteerde Lee enkele televisieprogramma's op de Zuid-Koreaanse televisie.
Lee is een vegetariër, die zich actief inzet voor dierenwelzijn. Ze kreeg daar kritiek over, omdat ze eerder spreekbuis van de Koreaanse rundvlees-industrie was. 
Ook werkt ze samen met het Franse merk L'Occitane en Provence met een campagne genaamd Gift of Nature, waarmee herbruikbare tassen worden aangeprezen.

## Discografie
| Album               | Label             | Jaar |
| ------------------- | ----------------- | ---- |
| Stylish... E hyOlee | DSP Entertainment | 2003 |
| Dark Angel          | DSP Entertainment | 2006 |
| It’s Hyorish        | Mnet Media        | 2008 |
| H-Logic             |                   | 2010 |
| Monochrome          |                   | 2013 |
| Black               |                   | 2017 |